# Aspicarpa subverticillata
Aspicarpa subverticillata är en tvåhjärtbladig växtart som först beskrevs av Joseph Nelson Rose, och fick sitt nu gällande namn av Emil Hassler. Aspicarpa subverticillata ingår i släktet Aspicarpa och familjen Malpighiaceae. Inga underarter finns listade i Catalogue of Life.